# Sid Meier's Gettysburg!
Sid Meier's Gettysburg! - Варгейм 1997 року, розроблений Firaxis Games і виданий Electronic Arts . Він був розроблений Сідом Мейєром . У 1998 році Геттісберг виграв премію Origins Award за найкращу стратегічну комп'ютерну гру 1997 року. Наступною грою Сіда Майєра стала Sid Meier's Antietam! 1999 року.

## Ігровий процес
Гра дозволяє гравцеві контролювати війська Конфедерації або Союзу під час битви при Геттісберзі у Громадянській війні у США . Гра може являти собою окремі сценарії, так і кампанію пов'язаних сценаріїв, або показуючи вихідну історію, або досліджуючи альтернативні можливості.

### Онлайн гра
У гри був великий онлайн, після того, як вона була розміщена на Mplayer (розрахована на багато користувачів ігрова мережа, куплена GameSpy ). З моменту переходу на GameSpy гра стала менш популярною для онлайн-гравців. Проте кілька гравців все ще могли кинути виклик один одному у лобі GameSpy. На піку онлайн гри було безліч груп гравців . Онлайн-гра тепер здебільшого неможлива через закриття серверів GameSpy.
Станом на 2017 рік гра, як і раніше, доступна для гри онлайн за допомогою GameRanger . 

### Рушій
Двигун Sid Meier's Gettysburg! був також використаний для гри Waterloo: Napoleon's Last Battle (модифікована версія Austerlitz: Napoleon's Greatest Victory ), яка була зроблена BreakAway Games .

## Моди
Gettysburg має велику кількість модів . Гравці можуть налаштовувати уніформи, карти, звуки та типи військ. Цей аспект налаштування гри виявився життєво важливим для шанувальників громадянської війни, які шукають історично точні моделі. Це в кінцевому підсумку призвело до створення інших відомих битв, таких як Бій при Фредеріксберзі, Перша бій при Булл-Ран, Кампанія на півострові, та інші. 

## Відгуки
Gettysburg! був комерційним успіхом, і до серпня 1999 року було продано понад 200 000 екземплярів. У той час Джефф Бріггс із Firaxis прокоментував, що гра «вийшла дуже гарною для нас».  Від критиків він отримав «загальне визнання» відповідно до сайту Metacritic . 
Gettysburg! був фіналістом премії «Стратегія року» Академії інтерактивних мистецтв та наук 1997 року,  яку зрештою присудили StarCraft та Age of Empires (нічия).  Аналогічно, Computer Game Developers Conference номінувала Gettysburg! на свою премію в номінації «Краща стратегія/Варгейм», але вручила премію Myth: The Fallen Lords .  Проте він був названий кращим комп'ютерним варгеймом 1997 року в Computer Gaming World, Computer Games Strategy Plus і GameSpot .    Редактори Computer Gaming World сказали, що ця гра «повернення у форму, можливо, найкращого дизайнера будь-коли». 